# Forever Charlie
Forever Charlie es el sexto álbum de estudio del cantante estadounidense Charlie Wilson. Fue publicado el 27 de enero de 2015 por RCA Records. Dos sencillos fueron sacados del álbum: «Goodnight Kisses» y «Touched By An Angel». El álbum incluye colaboraciones con Snoop Dogg y Shaggy. El álbum fue nominado en la categoría Mejor Álbum R&B en la La 58.ª edición de los Premios Grammy.

## Listado de canciones
| N.º | Título                        | Duración |  |
| 1.  | «Somebody Loves You»          | 3:32     |  |
| 2.  | «Touched By An Angel»         | 4:02     |  |
| 3.  | «Goodnight Kisses»            | 3:36     |  |
| 4.  | «Just Like Summertime»        | 3:40     |  |
| 5.  | «Unforgettable» (con Shaggy)  | 4:08     |  |
| 6.  | «Sugar.Honey.Ice.Tea»         | 3:13     |  |
| 7.  | «My Favorite Part of You»     | 4:28     |  |
| 8.  | «Infectious» (con Snoop Dogg) | 3:50     |  |
| 9.  | «Hey Lover»                   | 3:59     |  |
| 10. | «Things You Do»               | 4:17     |  |
| 11. | «Birthday Dress»              | 3:16     |  |
| 12. | «Me and You Forever»          | 4:04     |  |

- «Unforgettable» contiene partes de «Waiting in Vain», escrita por Bob Marley.
- «Sugar.Honey.Ice.Tea» contiene partes de «She's a Bad Mama Jama (She's Built, She's Stacked), escrita por Leon Haywood.

## Historial de publicaciones
| País o Estado  | Fecha               | Sello       |
| -------------- | ------------------- | ----------- |
| Estados Unidos | 27 de enero de 2015 | RCA Records |